# Lee Denson
Jesse Lee Denson (* 25. August 1932 in Rienzi, Mississippi; † 6. November 2007 in Memphis) war ein US-amerikanischer Rockabilly-Musiker. Denson war in seiner Jugend mit Elvis Presley befreundet und brachte ihm die ersten Akkorde auf der Gitarre bei.

## Leben

### Kindheit und Jugend
Lee Denson wurde in Mississippi geboren, wuchs aber zusammen mit seinem Bruder Jimmy Denson in Memphis, Tennessee, auf. Densons Vater war Pastor und leitete die Poplar Street Mission in Memphis. Als Jugendlicher bereitete Denson seinen Eltern viele Probleme; er rannte oft von zu Hause weg und hatte schon etliche Besserungsanstalten besucht. Sein Freundeskreis, der neben seinem Bruder aus den Brüdern Johnny Burnette und Dorsey Burnette, Paul Burlison und Johnny Black bestand, tat es ihm gleich. 1947 zog die Familie Presley in die Stadt und schnell freundete sich der junge, damals sehr schüchterne Elvis mit Denson und seinen Freunden an. Zusammen begannen sie, in ihrer Freizeit zu musizieren und Denson brachte Presley die ersten Akkorde auf dessen neuer Gitarre bei.

### Karriere
1953 zog Denson nach Key West, Florida, wo er ein Engagement im Club „Sloppy Joe“ bekam. 1954 wohnte Denson aber wieder in Memphis. Inzwischen war Presley bei Sun Records unter Vertrag und brachte die gesamte südliche Musikwelt mit seiner ersten Single That’s Alright Mama durcheinander. Im Sommer 1956 war es Denson noch einmal vergönnt, mit seinem Jugendfreund in Memphis auf einem Benefizkonzert gemeinsam zu spielen – danach schottete Presleys Manager Colonel Tom Parker seinen Schützling immer mehr von dessen altem Umfeld ab.
Als 1956 Johnny und Dorsey Burnette zusammen mit ihrem Gitarristen Paul Burlison in der Hoffnung auf einen Plattenvertrag nach New York City reisten, saßen auch Denson und sein Bruder Jimmy in dem Auto. Das Quintett trat gemeinsam in Ted Macks Amateur Hour Show auf, aber nur die Burnettes und Burlison bekamen einen Plattenvertrag bei Coral Records, wo sie ihre legendären Aufnahmen als Rock’n’Roll Trio einspielen sollten.
Anfang 1957 machte Denson seine ersten Solo-Aufnahmen für das New Yorker Vik-Label. Er spielte seine eigene Komposition The Pied Piper sowie einen Song von Eddie Cochran, Heart of a Fool, ein. Die Single verkaufte sich gut und verschaffte Denson die Möglichkeit, an einer Tournee mit Gene Vincent, Roy Orbison, Carl Perkins und Warren Smith teilzunehmen sowie im American Bandstand aufzutreten.
Im April 1957 zog Denson an die Westküste nach Kalifornien. Die Burnette-Brüder kamen ihm nach und zusammen spielten sie im „Hollywood on the Pike“-Club. Die Burnettes machten schnell Kontakt mit Ricky Nelson, Eddie Cochran und anderen Westküsten-Größen. Cochran brachte Denson kurz danach zu Ray Stanley, der seine zweite Single bei Vik produzierte. New Shoes / Climb Love Mountain wurde mit Cochran (Gitarre) und Guybo Smith (Bass) aufgenommen, konnte aber nicht den Erfolg seiner vorangegangenen Single wiederholen. Heute wird New Shoes als Rockabilly-Klassiker angesehen.
Denson zog noch im selben Jahr wieder zurück nach Memphis, wo er einige Demos für Meteor Records einspielte und danach einen Vertrag bei Kent Records bekam. Seine erste Platte dort wurde mit High School Hop / Devil Doll 1958 veröffentlicht, gefolgt von dem wilden Red Hot Rockin Blues / South’s Gonna Rise Again, das unter dem Namen „Jesse James“ veröffentlicht wurde. Der Erfolg wollte aber nicht kommen und so verließ Denson Kent wieder. 1959 schrieb er den Song Miracle of a Rosery, den er 1961 Elvis Presley vorspielte. Erst 1971 sollte Presley den Song für sein Album Elvis Now einspielen, das 1972 Platz 45 der US-Charts erreichte.
Denson hatte jedoch nicht solchen Erfolg. Er machte seine letzten Aufnahmen in den frühen 1960er-Jahren und starb relativ unbeachtet 2007. 2001 wurde von Hydra Records in Deutschland eine CD mit Densons gesammelten Werken herausgegeben.

## Diskografie

### Singles
| Jahr                    | Titel | Label #          |
| ----------------------- | --- | ---------------- |
| 1957                    | The Pied Piper / Heart of a Fool | Vik 4X-0251      |
| 1957                    | New Shoes / Climb Love Mountain | Vik 4X-0281      |
| 1958                    | High School Hop / Devil Doll | Kent 45x306      |
| 1958                    | South’s Gonna Rise Again / Red Hot Rockin Blues | Kent 45x314      |
| 1960                    | Twang / A Tree in the Meadow | Merri 202        |
| 1960                    | Teen-Age World / Who Tickled the Sphinx | Merri 205        |
|                         | Sixteen States / Mississippi Bridges | Magic Lamp 703   |
| Unveröffentlichte Titel | |                  |
| 1958                    | - Red Hot Rockin’ Rally - Rock Daddy Rock - South’s Gonna Rise Again (Demo)                                                                          | Kent             |
|                         | - It Took Too Long - Love Twister |                  |
|                         | - Heart of a Rosary - The Miracle of the Rosary (Version 1) - The Miracle of the Rosary (Version 2) - Rock ‘Til I Drop - A Mom and Dad for Christmas | Status unbekannt |

### Alben
- 2001: The South’s Gonna Rise Again – Lee Denson A.K.A. Jesse James